# Podonectria cicadellidicola
Podonectria cicadellidicola är en svampart som beskrevs av Kobayasi & Shimizu 1977. Podonectria cicadellidicola ingår i släktet Podonectria och familjen Tubeufiaceae.   Inga underarter finns listade i Catalogue of Life.